# Šógun (seriál, 2024)
Šógun (v anglickém originále Shōgun) je historický dramatický televizní seriál, který vytvořili Justin Marks a Rachel Kondová. Je založen na stejnojmenném románu z roku 1975 od spisovatele a scenáristy Jamese Clavella, jenž se prvního zfilmování dočkal roku 1980 též v podobě televizního seriálu. První dva díly seriálu měly premiéru 27. února 2024 na streamovací službě Hulu a stanici FX. V Česku byly téhož dne zveřejněny na službě Disney+.

## Obsazení
V závorkách se nachází jména historických osobností, na nichž jsou postavy založeny.

### Hlavní role
| Hirojuki Sanada | lord Toranaga Jošii (Iejasu Tokugawa, 1543–1616)           |
| Cosmo Jarvis    | lodivod John Blackthorne (William Adams, 1564–1620)        |
| Anna Sawaiová   | Mariko Toda (Gracia Hosokawa, 1563–1600)                   |
| Tadanobu Asano  | Jabušige Kašiki (Masanobu Honda, 1538–1616)                |
| Takehiro Hira   | Kazunari Išidó (Micunari Išida, 1559–1600)                 |
| Tommy Bastow    | otec Martin Alvito (João Rodrigues Tçuzu, 1561/62–1633/34) |
| Fumi Nikaidóová | Očiba no Kata (Jodo-dono, 1569–1615)                       |

### Vedlejší role
| Hiroto Kanai       | Ómi Kašiki (Masazumi Honda, 1566–1637)                            |
| Moeka Hošiová      | Fudži Usami                                                       |
| Šin’nosuke Abe     | Hirokacu Toda, přezdívaný „Buntaró“ (Tadaoki Hosokawa, 1563–1646) |
| Tokuma Nišioka     | Hiromacu Toda (Fudžitaka Hosokawa, 1534–1610)                     |
| Jukidžiró Hotaru   | Hidetoši Nakamura (Hidejoši Tojotomi, 1537–1598)                  |
| Jasunari Takešima  | Muradži                                                           |
| Júki Kura          | Nagakado Jošii (Tadajoši Macudaira, 1580–1607)                    |
| Nestor Carbonell   | Vasco Rodrigues                                                   |
| Júka Kóriová       | Kiku                                                              |
| Joriko Dógučiová   | Kiri no Kata (Ača no Cubone, 1555–1637)                           |
| Ako                | Daijó-in (Kódai-in, 1549–1624)                                    |
| Hiromoto Ida       | Sadanaga Ukon Kijama (Jukinaga Koniši)                            |
| Takeši Kurokawa    | Harunobu Óno (Jošicugu Ótani)                                     |
| Toši Toda          | Džosui Sugijama (Tošiie Maeda, 1539–1599)                         |
| Justin Louis       | Ferreira                                                          |
| Joaquim de Almeida | otec Domingo                                                      |
| Paulino Nunes      | otec Paul Dell'Aqua                                               |
| Džun’iči Tadžiri   | Uedžiró                                                           |
| Nobuja Šimamoto    | Džozen Nebara                                                     |
| Hiro Kanagawa      | Iguraši                                                           |
| Júki Kedóin        | Takemaru                                                          |
| Mako Fudžimotová   | Šizu no Kata                                                      |
| Haruno Niijamová   | Nacu no Kata                                                      |
| Júko Mijamotová    | Gin                                                               |
| Joši Amao          | Sera                                                              |

## Seznam dílů
| Č. v seriálu | Původní název              | Český název         | Režie                   | Scénář                             | Premiéra na Hulu a FX | Sledovanost v USA (v mil. diváků) |
| ------------ | -------------------------- | ------------------- | ----------------------- | ---------------------------------- | --------------------- | --------------------------------- |
| 1            | Anjin                      | Andžin              | Jonathan van Tulleken   | Rachel Kondová a Justin Marks      | 27. února 2024        | 0,764                             |
| 2            | Servants of Two Masters    | Sluhové dvou mistrů | Jonathan van Tulleken   | Rachel Kondová a Justin Marks      | 27. února 2024        | 0,764                             |
| 3            | Tomorrow is Tomorrow       | Zítra je zítra      | Charlotte Brändströmová | Shannon Gossová                    | 5. března 2024        | 0,492                             |
| 4            | The Eightfold Fence        | Osmero hradeb       | Frederick Toye          | Emily Yoshidová                    | 12. března 2024       | 0,517                             |
| 5            | Broken to the Fist         | Podvolen cizí pěsti | Frederick Toye          | Matt Lambert                       | 19. března 2024       | bude oznámeno                     |
| 6            | Ladies of the Willow World | Dámy vrbového světa | Hiromi Kamatová         | Maegan Houangová                   | 26. března 2024       | bude oznámeno                     |
| 7            | A Stick of Time            | Než vyhasne tyčinka | Takeši Fukunaga         | Matt Lambert                       | 2. dubna 2024         | bude oznámeno                     |
| 8            | The Abyss of Life          | Propast života      | Emmanuel Osei-Kuffour   | Shannon Gossová                    | 9. dubna 2024         | bude oznámeno                     |
| 9            | Crimson Sky                | Nachové nebe        | Frederick Toye          | Rachel Kondová a Caillin Puenteová | 16. dubna 2024        | bude oznámeno                     |
| 10           | A Dream of a Dream         | Sen o snu           | Frederick E.O. Toye     | Maegan Houangová a Emily Yoshidová | 23. dubna 2024        | bude oznámeno                     |

## Vysílání
První dva díly seriálu Šógun měly premiéru 27. února 2024 ve Spojených státech na streamovací službě Hulu a stanici FX. Mimo Spojené státy je seriál dostupný v Latinské Americe na službě Star+ a ve všech ostatních oblastech včetně Česka na Disney+. Jednotlivým epizodám je též věnován podcast.

## Přijetí

### Kritika
Seriál Šógun získal uznání kritiků po celém světě. Na recenzním agregátoru Rotten Tomatoes mu bylo na základě 88 kritik uděleno 99 %. Kritici se shodli, že „je Šógun vizuálně nádhernou a kultuře věrnou adaptací, která předčila předlohu.“ Na stránce Metacritic dostal při 39 recenzích 85 bodů ze 100, což značí „všeobecnou chválu“.
Rebecca Nicholsonová z deníku The Guardian seriál pochválila a označila ho za „fascinující“; vyzdvihla zejména bojové scény a věrnost ke knižní předloze. Mike Hale píšící pro The New York Times porovnával ve své recenzi seriál s televizní adaptací z roku 1980 a napsal: „Můžete opravit nepřirozené herecké výkony, zastaralé produkční hodnoty a eurocentrismus, nikoliv však základní povahu materiálu.“ Pochválil zejména to, že oproti původní adaptaci, jež se soustředila spíše na Blackthorna, dostaly v seriálu větší prostor japonské postavy. Zkritizoval však Jarvisovo ztvárnění Blackthorna a západním stylem napsaný zdrojový materiál. Časopis Forbes označil seriál za „okamžitý hit“ a pochválil Jarvisovo ztvárnění Blackthorna. Uvedl: „Jeho postava mě okamžitě zaujala, protože to není jen nějaký dobrák, bílý spasitel nebo tak. Je chytrý, ale také vypočítavý a bezohledný.“

### Sledovanost
Podle společnosti Samba TV byl Šógun mezi 26. únorem a 3. březnem 2024 ve Spojených státech nejsledovanějším seriálem na streamovacích platformách. Na této pozici se udržel i následující týden; mediální web TheWrap k tomu poznamenal, že je Šógun jedním z mála seriálů, které nevychází na Netflixu a které byly na prvním místě druhý týden v řadě. Seriál celosvětově zaznamenal v prvních šesti dnech od jeho premiéry na službách Hulu, Disney+ a Star+ 9 milionů zhlédnutí.